# Lac Rotomahana
Le lac Rotomahana est un lac de cratère dans le district de Rotorua, sur l'Île du Nord de la Nouvelle-Zélande.

## Géographie
Il se trouve immédiatement au sud-ouest du volcan endormi du mont Tarawera.
Sa géographie a été considérablement modifiée par l'éruption majeure du mont Tarawera en 1886. En particulier, les « Pink and White Terraces », terrasses de sources géothermales sur les rives du lac et qui constituaient l'attraction touristique la plus célèbre de Nouvelle-Zélande au XIXe siècle ont été détruites par l'éruption.
Le lac est une réserve faunique et toute chasse aux oiseaux est interdite. On y trouve une population de cygnes noirs.

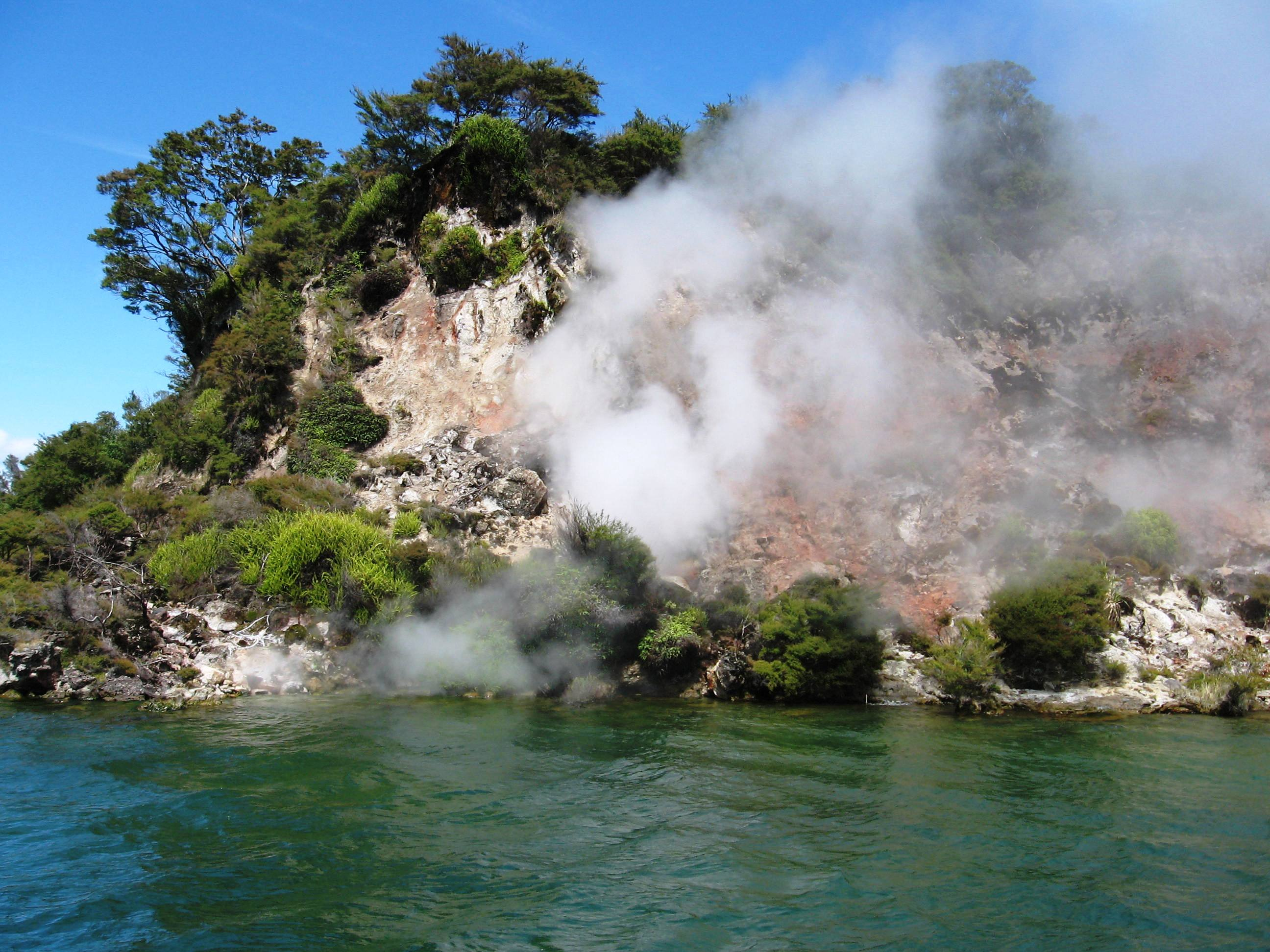
Murs de roche et vapeur d'eau.